# TRS 80 Model III
TRS 80 Model III је био кућни рачунар, производ фирме Тенди (Tandy Radio Shack) који је почео да се израђује у САД током 1981. године.
Користио је Zilog Z80, а затим Z80A као централни микропроцесор, а RAM меморија рачунара TRS 80 Model III је имала капацитет од 16 KB (до 48 KB). 
Као оперативни систем кориштен је TRS DOS (други оперативни системи су били доступни: New DOS, LDOS, MultiDOS, ...).

## Детаљни подаци
Детаљнији подаци о рачунару TRS 80 Model III су дати у табели испод.
|                       |                                                                       |
| [ 1 ]                 |                                                                       |
| Произвођач            | Тенди                                                                 |
| Тип                   | кућни рачунар                                                         |
| Меморија              | 16 (до 48 )                                                           |
| Поријекло             | Сједињене Америчке Државе                                             |
| Година                | 1981                                                                  |
| Тастатура             | тастатура са пуним помаком тастера са одвојеном нумеричком тастатуром |
| Процесор              |                                                                       |
| Фреквенција процесора | 2,03                                                                  |
| RAM                   | 16 (до 48 )                                                           |
| ROM                   | 14                                                                    |
| Текст                 | 32 или 64 стубова x 16 линија                                         |
| Графика               | 128 графичких знакова                                                 |
| Боја                  | монохроматски                                                         |
| Звук                  | четири канала, 3.5 октава                                             |
| Димензије             | Главна јединица / монитор : 32,8 x 38,1 x 34,3 cm / 13,6 kg           |
| Портови               |                                                                       |
| Оперативни систем     |                                                                       |